# Слоун, Альфред
А́льфред При́чард Сло́ун или Сло́ан (Alfred Pritchard Sloan) (23 мая 1875 года, Нью-Хейвен, Коннектикут — 17 февраля 1966 года, Нью-Йорк) — президент и генеральный директор автомобильной корпорации General Motors в 1923—1937 годах.

## Биография
Родился в семье зажиточного торговца чаем. В 1895 году окончил Массачусетский технологический институт.
В 1899 году отец Слоуна с компаньоном приобрели небольшой шарикоподшипниковый завод Hyatt Roller Bearing Company в Ньюарке (штат Нью-Джерси), на котором Альфред работал после института, и сделали его генеральным директором.
В 1916 году президент General Motors Уильям К. Дюрант предложил Слоуну объединиться, и через два года Слоун вошёл в директорат корпорации. В 1923 году акционеры назначили Слоуна президентом компании, поставив перед ним задачу создать эффективный централизованный менеджмент при сложившейся многодивизиональной структуре.
Под его руководством General Motors с начала 1930-х годов стала лидером американского автомобилестроения.
После того как оставил должность президента из-за прогрессировавшей глухоты, занимал пост председателя совета директоров General Motors.
В 1930-е годы поддерживал активные деловые связи с гитлеровской Германией.
Он добровольно оставил пост президента корпорации в 1937 году в возрасте 62 лет из-за прогрессировавшей глухоты, так как считал, что руководителю не следует демонстрировать свои физические недостатки.
Его работа в «Дженерал Моторс» на этом не закончилась. Слоун стал председателем совета директоров, получил почётную должность «главного менеджера», а в 1945—1958 гг. возглавил попечительский совет Онкологического института, финансировавшегося корпорацией.
Основатель благотворительной организации Фонд Альфреда Слоуна. 
Он поддерживал различные благотворительные организации, включая Мемориальный онкологический центр Слоан-Кеттеринг в Нью-Йорке, центр передовых инженерных исследований при Массачусетском технологическом институте и школу менеджмента там же.

## Роль в менеджменте
Приверженец научной организации труда (тейлоризма). Впервые внедрил в автомобильную промышленность т. н. планируемое устаревание товара и позиционирование брендов. Наладил работу огромной дилерской сети General Motors по всей Северной Америке. Организационная схема General Motors, разработанная под руководством Слоуна, считается классической.
В 1964 году его именем была названа школа менеджмента Массачусетского технологического института, которой он оказывал спонсорскую помощь.

## Награды
- Медаль Гувера (1954)

## Книги
- Sloan, Alfred P. (1964), McDonald, John, ed., My Years with General Motors, Garden City, NY, USA: Doubleday.
- Sloan, Alfred P. (1941). Adventures of a white collar man. New York: Doubleday, Doran.